# 我未成年 (電影)
《我未成年》是1989年上映的一部香港電影，由林德祿和宋豪輝執導，南燕編劇，鄭文雅、袁潔瑩、李麗珍、溫碧霞、陳加玲、任達華主演。電影主要在加拿大多倫多拍攝。

## 內容簡介
社工SANDY(鄭文雅飾)自小隨父親離開香港，移民加拿大。SANDY在加拿大修讀社會工作畢業後，便投身社工，負責輔導青少年的工作，卻因為華人的身份而不被接受，故懷著失意離開加拿大和男朋友JOHN(任達華飾)，回到香港發展。SANDY受聘於香港的女童院，負責四個女童的個案──誤傷父親女友的羅敏兒（李麗珍飾）、多次離家出走的陳玉琴（溫碧霞飾）、為還清高利貸而賣淫的無腦（陳加玲飾），以及協助無腦賣淫的袁和平（袁潔瑩飾）。另一方面，SANDY也努力尋找失散的母親陸玲玲（恬妮飾）。在女童院內，女童們因為倔強和任性而不斷犯事，這使SANDY感到身心俱疲。SANDY為了女童改過和接受到大人的關懷，不但為她們安排戶外活動，還秘密地探訪女童的家人。她的努力漸見成果，SANDY了解到陳玉琴屢次離家出走的原因是抵受不住酗酒的父親虐打，便鼓勵她，使陳玉琴開朗起來，並為離開女童院做好心理上的準備。而羅敏兒在戶外活動中結識了男友DAVID，變得積極起來，希望獲得假期探望父親以及與男友約會。不過袁和平依然對SANDY反感，屢教不改，SANDY因此秘密探訪袁和平的母親，發現袁和平的母親正是陸玲玲，而袁和平是跟自己有血緣關係的妹妹......

## 人物角色
| 角色名稱 | 演員   | 備註                                                         |
| -------- | ------ | ------------------------------------------------------------ |
| 鄺青雲   | 鄭文雅 | 洋名SANDY 在加拿大修讀社會工作 受聘於香港的女童院 跆拳道高手 |
| 袁和平   | 袁潔瑩 | 洋名KAM 因操控少女賣淫而被判入女童院 SANDY同母異父的妹妹     |
| 羅敏兒   | 李麗珍 | 洋名MIL 因傷人被判入女童院                                   |
| 陳玉琴   | 溫碧霞 | 因離家出走被判入女童院                                       |
| 無腦     | 陳加玲 | 又名阿娣 因賣淫被判入女童院                                  |
| JOHN     | 任達華 | SANDY的男朋友 跆拳道高手                                     |
| 污糟弟   | 黃光亮 | 袁和平的契哥                                                 |
| DAVID    | 霍瑞華 | 羅敏兒男友                                                   |
| 陸娟     | 恬妮   | 花名姣婆娟 原名陸玲玲 SANDY及袁和平之母親 在大笪地唱歌       |
| 羅福祺   | 劉兆銘 | 羅敏兒父親 職業為醫生                                        |
|          | 蘇杏璇 | 陳玉琴母親                                                   |
|          | 韓坤   | 陳玉琴父親 因一直認為是陳玉琴害死兒子而經常喝醉後虐打她      |
| 張舍監   | 魯芬   | 負責照顧女童日常起居生活                                     |
|          | 馬清儀 | 女童院社工                                                   |
| 簡姑娘   | 李楓   | 女童院最老資格的護士                                         |

## 外部連結
- 香港影庫上《我未成年》的資料（繁體中文）
- 開眼電影網上《我未成年》的資料（繁體中文）
- 豆瓣电影上《我未成年》的資料 （简体中文）
- AllMovie上《我未成年》的资料（英文）
- 互联网电影数据库（IMDb）上《我未成年》的资料（英文）